# Pollard-p − 1-Methode
Die Pollard-p − 1-Methode ist ein Verfahren zur Faktorisierung von zusammengesetzten Zahlen. Sie wurde 1974 von John M. Pollard beschrieben.

## Anwendungen
Die Pollard-p − 1-Methode wird u. a. von GIMPS (Great Internet Mersenne Prime Search) verwendet, um Zahlen der Gestalt {\displaystyle 2^{p}-1} zu faktorisieren und damit die Anzahl der zeitaufwändigen Lucas-Lehmer-Tests zu verringern, die für die Suche nach Mersenne-Primzahlen notwendig sind.

## Mathematische Grundlagen
Die {\displaystyle p-1}-Faktorisierungsmethode von Pollard basiert auf dem kleinen fermatschen Satz.
Sei {\displaystyle p} eine Primzahl, und {\displaystyle a} eine Zahl, die nicht von {\displaystyle p} geteilt wird, dann gilt
{\displaystyle a^{p-1}\equiv 1{\pmod {p}}}.
Ebenso gilt dann
{\displaystyle a^{m}\equiv 1{\pmod {p}}} für alle Vielfachen {\displaystyle m} von {\displaystyle p-1}. Das bedeutet, dass {\displaystyle a^{m}-1} ein Vielfaches von {\displaystyle p} ist. Wenn nun {\displaystyle N} eine zu faktorisierende Zahl mit (unbekanntem) Primteiler {\displaystyle p} ist, teilt dieses {\displaystyle p} den {\displaystyle \operatorname {ggT} (a^{m}-1,N)}, da es beide Zahlen teilt, von denen der ggT gebildet wurde. Meist ist dieser ggT ein echter Teiler von {\displaystyle N}. Im folgenden Absatz wird eine Methode beschrieben, wie man eine passende Zahl {\displaystyle m} finden kann.

## Die 1. Phase des Verfahrens
Sei nun eine zu faktorisierende natürliche Zahl {\displaystyle N} gegeben. Insbesondere sei {\displaystyle N} eine zusammengesetzte Zahl. Man wählt eine Zahl {\displaystyle a}, die teilerfremd zu {\displaystyle N} ist. Anhand einer Heuristik bestimmt man eine weitere Zahl {\displaystyle B}, von der man annimmt, dass für jeden Primteiler {\displaystyle p} von {\displaystyle N} die Zahl {\displaystyle p-1} {\displaystyle B}-potenzglatt ist. Das heißt, für jeden Primteiler {\displaystyle q} von {\displaystyle p-1} gilt:
{\displaystyle q^{e_{q}\left(p-1\right)}\leq B}
Die Zahl {\displaystyle e_{q}(p-1)} bezeichnet den {\displaystyle q}-Exponenten von {\displaystyle p-1}. Er gibt an, wie oft die Zahl {\displaystyle q} in der Primfaktorzerlegung von {\displaystyle p-1} auftritt. Ersetzt man in der Ungleichung die Zahl {\displaystyle p-1} durch eine beliebige {\displaystyle B}-potenzglatte Zahl {\displaystyle m}, so bleibt die Ungleichung wahr. Umformen nach dem {\displaystyle q}-Exponenten liefert:
{\displaystyle e_{q}\left(m\right)\leq {\frac {\log B}{\log q}}}
Sind {\displaystyle B} und {\displaystyle q} fix gewählt, so gibt diese Formel eine scharfe obere Grenze für den {\displaystyle q}-Exponenten an. Ist dieser größer als die rechte Seite der Ungleichung, so ist {\displaystyle m} nicht mehr {\displaystyle B}-potenzglatt. Man setzt nun
{\displaystyle f_{q}=\left\lfloor {\frac {\log B}{\log q}}\right\rfloor }
Das ist der größte {\displaystyle q}-Exponent, den eine {\displaystyle B}-potenzglatte Zahl {\displaystyle m} haben kann. Man erstellt als Nächstes eine Liste {\displaystyle F}, in welcher die Primzahl {\displaystyle q} genau {\displaystyle f_{q}}-mal vorkommt. Die Primzahlen in der Liste werden mit {\displaystyle q_{1},q_{2},q_{3},\ldots ,q_{R}} durchnummeriert, wobei {\displaystyle R} die Anzahl der Listenelemente von {\displaystyle F} ist. Das Produkt aller Zahlen in {\displaystyle F} wird mit {\displaystyle M} bezeichnet. Nach Konstruktion ist {\displaystyle M} {\displaystyle B}-potenzglatt. Es ist sogar die größte {\displaystyle B}-potenzglatte Zahl.
Besitzt {\displaystyle N} zumindest einen Primteiler {\displaystyle p} mit {\displaystyle p-1} {\displaystyle B}-potenzglatt, so ist {\displaystyle M} ein Vielfaches dieser Zahl {\displaystyle p-1}. Es ist daher (siehe voriger Absatz) {\displaystyle \operatorname {ggT} (N,a^{M}-1)} ein echter Teiler von {\displaystyle N}, oder gleich {\displaystyle N}. In der Regel reicht eine kleinere Potenz von {\displaystyle a} als die {\displaystyle M}-te aus, um einen Teiler zu erhalten. Die praktische Vorgehensweise ist daher die folgende: Man berechnet iterativ
{\displaystyle a_{1}=a}
{\displaystyle a_{i+1}=a_{i}^{q_{i}}} für {\displaystyle i=1,...,R}
Dabei werden in jedem Schritt die auftretenden Potenzen durch ihre Reste modulo {\displaystyle N} ersetzt. Nach einer bestimmten Anzahl von Schritten, z. B. dem 20., überprüft man, ob man bereits einen Teiler gefunden hat. Das heißt, man betrachtet {\displaystyle \operatorname {ggT} (a_{20}-1,N)}. Ist dieser ggT größer als 1, so hat man einen Teiler bestimmt, und bricht das Verfahren ab; ist der ggT gleich 1, so fährt man in 20er-Schritten fort, bis man einen Teiler gefunden oder {\displaystyle a_{R}=a^{M}} erreicht hat.
Insgesamt können am Ende drei Fälle auftreten:
1. Man findet einen echten Teiler von {\displaystyle N}. In diesem Fall war das Verfahren erfolgreich, und man hat {\displaystyle N} in zwei Faktoren zerlegt. Gegebenenfalls kann man das Verfahren erneut auf diese beiden Zahlen anwenden, bis man die Primfaktorzerlegung von {\displaystyle N} erhält, oder für einen der Faktoren von {\displaystyle N} Fall 3 auftritt.
2. Man findet den Teiler {\displaystyle N} von {\displaystyle N}. Dieser Fall ist nicht besonders wahrscheinlich, kann aber auftreten. In diesem Fall ist es ratsam, einen anderen Wert für {\displaystyle a} zu wählen.
3. Man findet den Teiler 1 von {\displaystyle N}. In diesem Fall war die Annahme, dass es einen Teiler {\displaystyle p} von {\displaystyle N} gibt, für den {\displaystyle p-1} {\displaystyle B}-potenzglatt ist, falsch. In diesem Fall sollte man die 2. Phase der {\displaystyle p-1}-Methode starten.

## Die 2. Phase des Verfahrens
Versagt das Verfahren in der 1. Phase, so liegt die Ursache oft darin, dass für die Primfaktoren {\displaystyle p} von {\displaystyle N} gilt, dass {\displaystyle p-1=u\cdot l}. Dabei ist {\displaystyle u} B-glatt oder sogar B-potenzglatt, und {\displaystyle l} eine Primzahl, die größer als {\displaystyle B} ist. Mit anderen Worten: {\displaystyle p-1} ist nur wegen eines einzigen Primfaktors nicht B-(potenz-)glatt.
Man wählt daher eine zweite Schranke {\displaystyle B_{1}}, um den Faktor {\displaystyle l} „einzufangen“. {\displaystyle B_{1}} sollte wesentlich größer als {\displaystyle B} gewählt werden, aber nicht größer als {\displaystyle B^{2}}. Häufig wählt man {\displaystyle B_{1}} im Bereich von {\displaystyle B^{\frac {4}{3}}}.
Analog zur ersten Phase erstellt man die Liste {\displaystyle F_{1}} der Primzahlen die zwischen {\displaystyle B} und {\displaystyle B_{1}} liegen. Dabei speichert man die erste dieser Zahlen als {\displaystyle l_{1}} und trägt in die Liste die Differenzen zwischen benachbarten Primzahlen ein. Die Anzahl der Elemente von {\displaystyle F_{1}} sei {\displaystyle S}. Beachte: Für {\displaystyle B_{1}<20.000.000} ist jede dieser Differenzen kleiner oder gleich 200. Es treten also nur wenige, und nur kleine Differenzen auf.
Als Startwert für die 2. Phase dient die Zahl {\displaystyle a_{R}}, welche am Ende der 1. Phase berechnet wurde. Als weitere Vorbereitung berechnet man für jede Differenz {\displaystyle d} in {\displaystyle F_{1}} die Zahl
{\displaystyle j_{d}=a_{R}^{d}} (genauer: den Rest dieser Zahl modulo {\displaystyle N})
Einerseits müssen hier nur wenige {\displaystyle j_{d}} berechnet werden, andererseits wird nur eine kleine Potenz benötigt. Wie in Phase 1 startet man nun wieder eine Iteration. Dabei kann man das aufwändige Potenzieren durch Multiplikationen ersetzen.
{\displaystyle a_{R+1}=a_{R}^{l_{1}}}
{\displaystyle a_{R+i}=a_{R+i-1}\cdot {j_{d}}_{i}=a_{R}^{l_{i-1}}\cdot a_{R}^{d_{i}}=a_{R}^{l_{i-1}+d_{i}}=a_{R}^{l_{i}}} für {\displaystyle i=2,3,...,S}
Dabei sei {\displaystyle d_{i}} die Differenz zwischen der {\displaystyle (i-1)}-ten und der {\displaystyle i}-ten Primzahl in {\displaystyle F_{1}}. Wiederum ersetzt man die Zahlen in jedem Schritt durch ihre Reste modulo {\displaystyle N}.
Anders als in Phase 1 reicht es nicht aus, nach einer festen Anzahl von Schritten den {\displaystyle \operatorname {ggT} (a_{R+i}-1,N)} zu bilden. Stattdessen muss man die Zahlen {\displaystyle a_{R+i}-1} akkumulieren, d. h. man bildet das Produkt all dieser Zahlen. Das kann im Zuge der obigen Iteration mit erledigt werden, indem man {\displaystyle z_{1}=a_{R+1}-1}, und {\displaystyle z_{i}=z_{i-1}(a_{R+i}-1)} setzt. Durch das Akkumulieren erreicht man, dass auch Primfaktoren {\displaystyle p} von {\displaystyle N} gefunden werden können, bei denen mehr als ein Primfaktor von {\displaystyle p-1} größer als {\displaystyle B} ist.
Nach einer festen Anzahl von Schritten, etwa wieder jedem 20., bildet man {\displaystyle \operatorname {ggT} (z_{i},N)}. Wieder können am Ende die drei Fälle auftreten, die am Ende von Phase 1 auftreten konnten. Versagt das Verfahren, so kann man die Schranken {\displaystyle B} und {\displaystyle B_{1}} vergrößern und das Verfahren erneut starten. Besser ist es allerdings, in diesem Fall ein anderes Verfahren zu verwenden.

## Die Heuristik des größten Primteilers
Eine natürliche Zahl {\displaystyle m} hat im Durchschnitt {\displaystyle \log \log m} Primteiler. Diese Aussage lässt sich präzise formulieren und beweisen. Man tut so, als hätte die Anzahl der Primteiler von {\displaystyle m} genau diesen Wert, d. h., man nimmt an, dass
{\displaystyle \omega \left(m\right)=\log \log m}
Es sei nun {\displaystyle q} der größte Primteiler von {\displaystyle m}. Dann gilt:
{\displaystyle \omega \left({\frac {m}{q}}\right)=\omega (m)-1}
Auflösen dieser Gleichung nach {\displaystyle q} liefert:
{\displaystyle q=m^{1-{\frac {1}{e}}}}
Dabei ist {\displaystyle e} die Eulersche Zahl. Das ist eine heuristische Begründung dafür, dass der größte Primteiler von {\displaystyle m} etwa gleich {\displaystyle m^{0{,}632}} ist. Dieser Sachverhalt wird genutzt, um einen Wert für die Suchschranke {\displaystyle B} aus dem obigen Verfahren zu bestimmen.

### Anwendung auf das Verfahren
Sei nun {\displaystyle N} eine zusammengesetzte natürliche Zahl, auf die man die {\displaystyle p-1}-Methode anwenden möchte. Da sie zusammengesetzt ist, besitzt sie einen Primteiler {\displaystyle p\leq {\sqrt {N}}}. Nach der Heuristik gilt für den größten Primteiler {\displaystyle q} von {\displaystyle p-1}
{\displaystyle q\leq \left(p-1\right)^{1-{\frac {1}{e}}}\leq n^{{\frac {1}{2}}(1-{\frac {1}{e}})}\approx n^{0{,}316}}
Wählt man also {\displaystyle B\geq N^{0{,}316}}, so ist zu erwarten, dass {\displaystyle p-1} {\displaystyle B}-glatt ist. Die {\displaystyle B}-Potenzglattheit lässt sich nun so erreichen: Angenommen {\displaystyle p-1} sei {\displaystyle B}-glatt. Dann gilt für alle Primteiler {\displaystyle q} von {\displaystyle p-1}:
{\displaystyle q^{e_{q}(p-1)}\leq n^{\frac {1}{2}}\leq B^{\frac {e}{e-1}}}
Wie in der Beschreibung der 1. Phase (siehe oben) erhält man daraus für eine {\displaystyle B}-potenzglatte Zahl {\displaystyle m}:
{\displaystyle e_{q}(m)\leq \left\lfloor {\frac {e}{e-1}}{\frac {\log B}{\log q}}\right\rfloor \approx 1{,}6\cdot f_{q}}
Die Zahl {\displaystyle f_{q}} ist hier dieselbe, die in der 1. Phase berechnet wurde.
Das bedeutet: Für diese Wahl von {\displaystyle B} muss man die Werte der {\displaystyle f_{q}} durch die etwas größeren Werte {\displaystyle 1{,}6\cdot f_{q}} ersetzen, um die {\displaystyle B}-Potenzglattheit der {\displaystyle p-1} zu erreichen.
In der Praxis legt man einen Wert für {\displaystyle B} fest und schließt umgekehrt, für welche Werte von {\displaystyle N} diese Schranke ausreichend ist. Hierfür gilt:
{\displaystyle N\leq B^{2{\frac {e}{e-1}}}\approx B^{3{,}164}}
Gibt man sich also die Schranke {\displaystyle B=10.000} vor, so lassen sich damit alle {\displaystyle N} behandeln, die kleiner oder gleich {\displaystyle 4{,}5\cdot 10^{12}} sind.

## Komplexität
Aus der Abschätzung {\displaystyle B\geq N^{0{,}316}} ergibt sich eine Komplexität des Verfahrens von:
{\displaystyle O({\sqrt[{3}]{N}})}
Der Aufwand wächst exponentiell mit der Länge der Eingabe.